# سیارک ۱۷۹۲
سیارک ۱۷۹۲ (به انگلیسی: 1792 Reni، نامگذاری:1968BG) هزار و هفتصد و نود و دومین سیارک کشف شده‌است که در ۲۴ ژانویه ۱۹۶۸ کشف شد.
قدر مطلق سیارک برابر ۱۲٫۰۳ است.